# Zapata: Imagenes para orquesta
Zapata: Imagenes para orquesta is een compositie van Leonardo Balada. Balada haalde een suite voor symfonieorkest uit zijn opera Zapata uit 1984. In die opera is Mexicaanse volksmuziek te horen en dat is dan ook terug te horen in deze suite. Volgens de kritieken had de suite wel wat weg van de suites van Aaron Copland met Amerikaanse dansen.
De suite bestaat uit vier delen:
1. Wals
2. Mars
3. Elegie
4. Trouwdans

Walter Weller gaf de première van dit werk met het Nationaal Orkest van Spanje op 18 maart 1988 waarin verder het negende pianoconcert van Wolfgang Amadeus Mozart en de vierde symfonie van Johannes Brahms.
Zapata: beelden voor orkest is geschreven voor:
- 2 dwarsfluiten, 2 hobo’s, 2 klarinetten, 2 fagotten
- 3 hoorns, 3 trompetten, 3 trombones, 1 tuba
- percussie, harp
- violen, altviolen, celli, contrabassen